# 曙南芥属
曙南芥属（学名：Stevenia）是十字花科下的一个属，为二年生或多年生草本植物。该属共有3种，分布于俄罗斯、蒙古及朝鲜。